# 納夫塔鱷屬

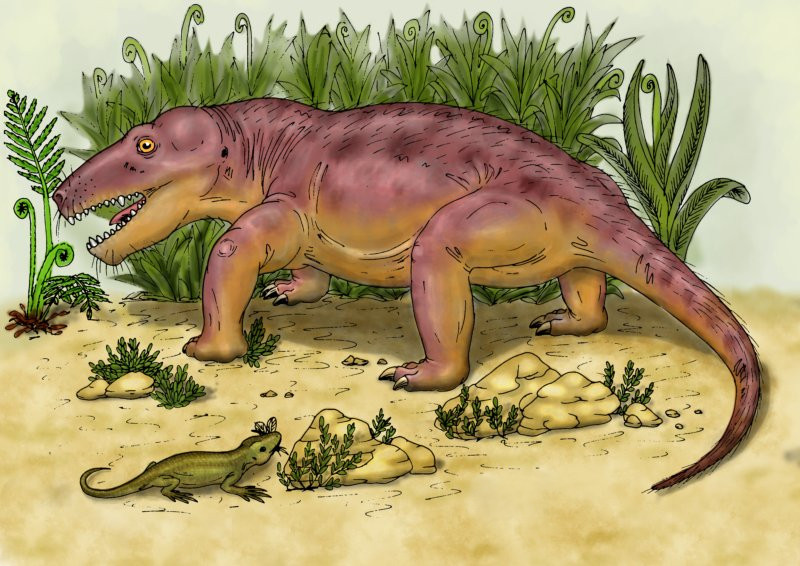
复原图

納夫塔鱷屬（學名：Niaftasuchus）是種已滅絕合弓綱動物，是獸孔目巴莫鱷亞目的一屬，化石被發現於俄羅斯西北部阿爾漢格爾斯克州的梅津河流域。化石是一個頭顱骨，缺少下頜。頭顱骨的長度為9公分，生前身長被估計約為50公分。
在1990年，蘇聯古生物學家Ivankhenko將化石進行敘述、命名，模式種是Niaftasuchus zekkeli，屬名是以化石發現地為名；他同時建立納夫塔鱷科（Niaftasuchidae）已包含此屬。
納夫塔鱷被命名時，根據齒列特徵，而被歸類於貘頭獸下目。之後，根據大型眼窩、犛骨癒合等特徵，納夫塔鱷被歸類於巴莫鱷亞目。